# ピニャータ

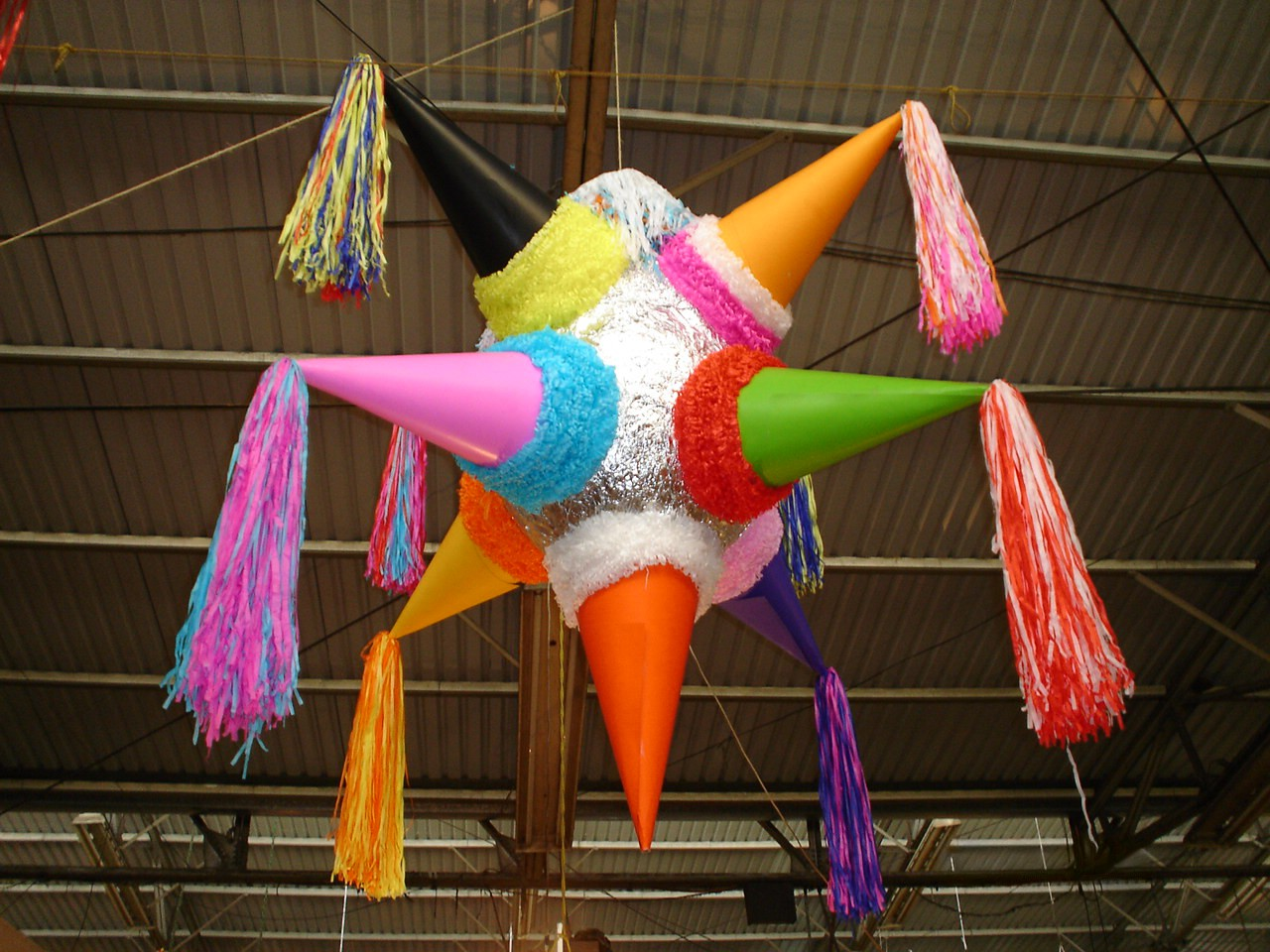
ピニャータの例

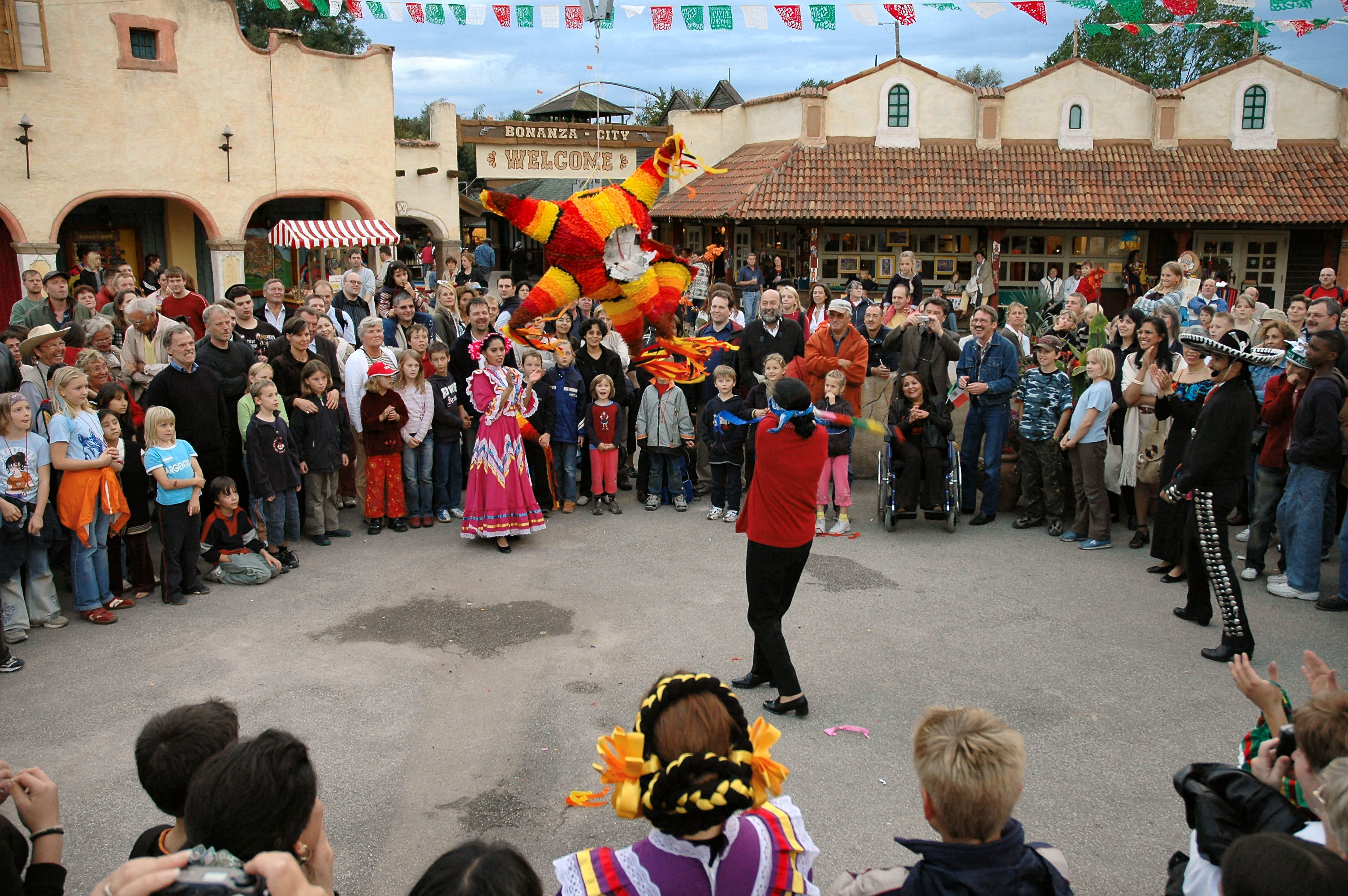
ピニャータ割り

ピニャータ（piñata）は、メキシコや他の中･南米の国の、クリスマスや子供のお祭り（誕生日など）に使われる、中にお菓子やおもちゃなどを詰めた紙製のくす玉人形のこと。

## 概要
「ピニャータ」の語源はイタリア語の「ピニャッタ（pignatta）」と言われている。ピニャッタとは「土鍋」のことであり、主人が使用人に、日ごろの感謝をこめて土鍋に果物などを詰めてプレゼントしていた習慣が元になったと言われる。
現代のピニャータは、割れやすいように紙などで作られ、色とりどりの装飾が施されている。形状は7つの突起を持った星型のほか、動物型など、さまざまなものがある。

## 歴史

### 古来
マルコ・ポーロの旅行記、『東方見聞録』によると、ピニャータの起源は、中国であり、新年の祝いに使ったという。それは、牛、水牛などの形に作ってあった。それらは、色紙で包まれており、中には、５種の種が入れられていた。彼らは、それを色のついた棒で叩き、後ではそれを燃やし、その年の幸運を願って灰を集めたという。後の14世紀頃、イタリアでは、その習慣は、カトリック教会の伝統である四旬節の際に取り入れられた。その最初の日曜は、「ピニャータの日曜」と呼ばれたという。それが、スペインに伝わると、「ラ・ピニャータのダンス」と呼ばれるようになった。当地では、素焼きの水がめ用の土器が使われた。後には、新大陸のメキシコにて広まり、そこで一般的になった。
また一方、既に、アステカ文明で、神の祝祭に似たような事が行われていたともいう。彼らは、太陽神、軍神、狩猟神であるウィツィロポチトリの生誕の祝いを１２月中旬に行っており、供え物の入れ物に、鳥の羽根などを付けて飾り、それを割って捧げものにしたという。カトリックの宣教側では、それを取り入れたともいえる。

### カトリックの行事として
新大陸では、カトリック教会の宣教の為に使われるようになった。16世紀には、スペインからの宣教師は、現地人の関心を引くために行事にピニャータを使った。彼らは、宗教的な行事に、その素焼きの土器を使い、紙で覆い、時には、奇抜な形にしたという。具体的には、1586年、メキシコ南部で、現在のメキシコシティーに近いアコルマンのアウグスティノ修道会の修道士は、シクストゥス5世 (ローマ教皇)の許可を得て、クリスマス（Navidad）の前の９日間のラス・ポサダ（Las posada）と呼ばれる行事を設け「飾りのミサ」と呼んで祝うことにした。これは、キリスト教の教えを伝える意味があった。７個の突起は、七つの大罪を表し、また、鮮やかな色彩は誘惑を、目隠しをするのは信仰の表示で、棒で叩く人は、33回、回転させられる。これは、方向性を探す意味が含まれている。（33回という数字は、イエスの生涯年数を想起させる。）棒で叩くことは、罪と闘うことであって、最後に天からの祝福が落ちて来る、という意味を付加していたという。

### 大衆化
しかし、この行事がメキシコの国内に広がると、世俗的に使われるようになった。その為、教会としては、それを、1788～1796年まで禁止していた。その禁止は、あまり効果が無かったので、1818年には、取りやめになった。そのような経過で現在では、土鍋は紙に替わり、また宗教的意味合いを失って行った。

## ピニャータ割り
ピニャータにひもを付け、ひもの端を男性が持ち、木など高いところから吊り下げて上下させ、それを目隠しをした子供が棒でたたいて割るのがお祭りのクライマックスになる。ピニャータを割れば中に詰めておいたキャンディなどが散らばるので、それを子供たちが拾う。
目隠しをしたプレイヤーが周囲の声を参考に棒で叩き割るというルールは、日本のスイカ割りに近いものがある。